# 逻盛
逻盛（634年—712年），又作逻盛炎、罗盛、罗慎、罗晟和罗晟炎，蒙舍诏第二代诏，姓蒙氏，细奴逻之子，谥兴宗王，庙号世宗。
654年（永徽五年），蒙巂诏攻击蒙舍诏，细奴逻遣子逻盛入唐，求唐保护，唐高宗任命他为巍州刺史。唐朝派姚州总管李义援救。674年，细奴逻去世，逻盛继位。在位时，五诏与河蛮部落受吐蕃威胁，常弃唐归附吐蕃，只有南诏始终与唐朝保持友好关系，多得唐朝支持。逻盛多次入唐朝，武则天时入朝至长安（今陕西西安市），受赐锦袍金带，礼遇甚厚。712年，逻盛在长安病逝，子盛逻皮继位。一说逻盛与逻盛炎为二人。